# Dittrichshütte
Dittrichshütte ist eine Ortslage im Ortsteil Saalfelder Höhe der Stadt Saalfeld/Saale im Landkreis Saalfeld-Rudolstadt in Thüringen.

## Geografie
Auf einem Hochplateau des Thüringer Schiefergebirges liegen Ortsteile der Gemeinde Saalfeld/Saale: Dittrichshütte, nördlich Braunsdorf, südöstlich Birkenheide. Sie sind umgeben von landwirtschaftlichen Nutzflächen mit folgendem Wald. Diese Ortsteile sind an die Kreisstraße 177 angeschlossen, die in Saalfeld auf die Bundesstraße 281 und die Bundesstraße 85 treffen.

## Geschichte
Dittrichshütte wurde am 19. November 1370 erstmals urkundlich erwähnt. Bis 1918 gehörte der Ort zur Oberherrschaft des Fürstentums Schwarzburg-Rudolstadt.
Am 1. Juli 1950 wurde die bis dahin eigenständige Gemeinde Braunsdorf eingegliedert.
Bis zur Mitte des 20. Jahrhunderts waren die Landwirtschaft, der Bergbau (Eisenerz und Uran) und die Forstwirtschaft die wichtigsten Erwerbsquellen. Heute ist Dittrichshütte ein Ort für Erholungsuchende und ein Olitätenland. Hier befand sich auch das KiEZ Dittrichshütte. Der Ort hat 310 Einwohner.
Von 1991 bis 1996 gehörte Dittrichshütte der Verwaltungsgemeinschaft Saalfelder Höhe an. Mit Auflösung dieser am 1. Januar 1997 wurde der Ort ein Ortsteil der Einheitsgemeinde Saalfelder Höhe. Diese wurde am 6. Juli 2018 nach Saalfeld/Saale eingemeindet.

## Bergbau bei Dittrichshütte und seine Folgen
Im 18. Jahrhundert wurde bei Dittrichshütte mit der Gewinnung von Eisenerz, Dach- und Griffelschiefer begonnen. Das Erz wurde zunächst in Katzhütte, später in der Maxhütte Unterwellenborn verhüttet. Erkundungen auf Eisenerz fanden erneut von 1934 bis 1938 und 1958 bis 1964 statt. Am Ende der 1960er Jahre wurde der Erzabbau im Gebiet der Saalfelder Höhe wegen Erschöpfung der abbauwürdigen Lagerstätten eingestellt.

Einen kurzzeitigen extremen Aufschwung erlebte das Dittrichshütter Bergbaurevier ab 1949, als die SDAG Wismut Uranvorkommen erkundet hatte (siehe auch hier). In kürzester Zeit wurde eine provisorische Infrastruktur für den Uranbergbau geschaffen. Erst später entstanden feste Unterkünfte für die Beschäftigten und ein Kulturhaus, das Stilelemente vom Kulturpalast Unterwellenborn aufgreift.

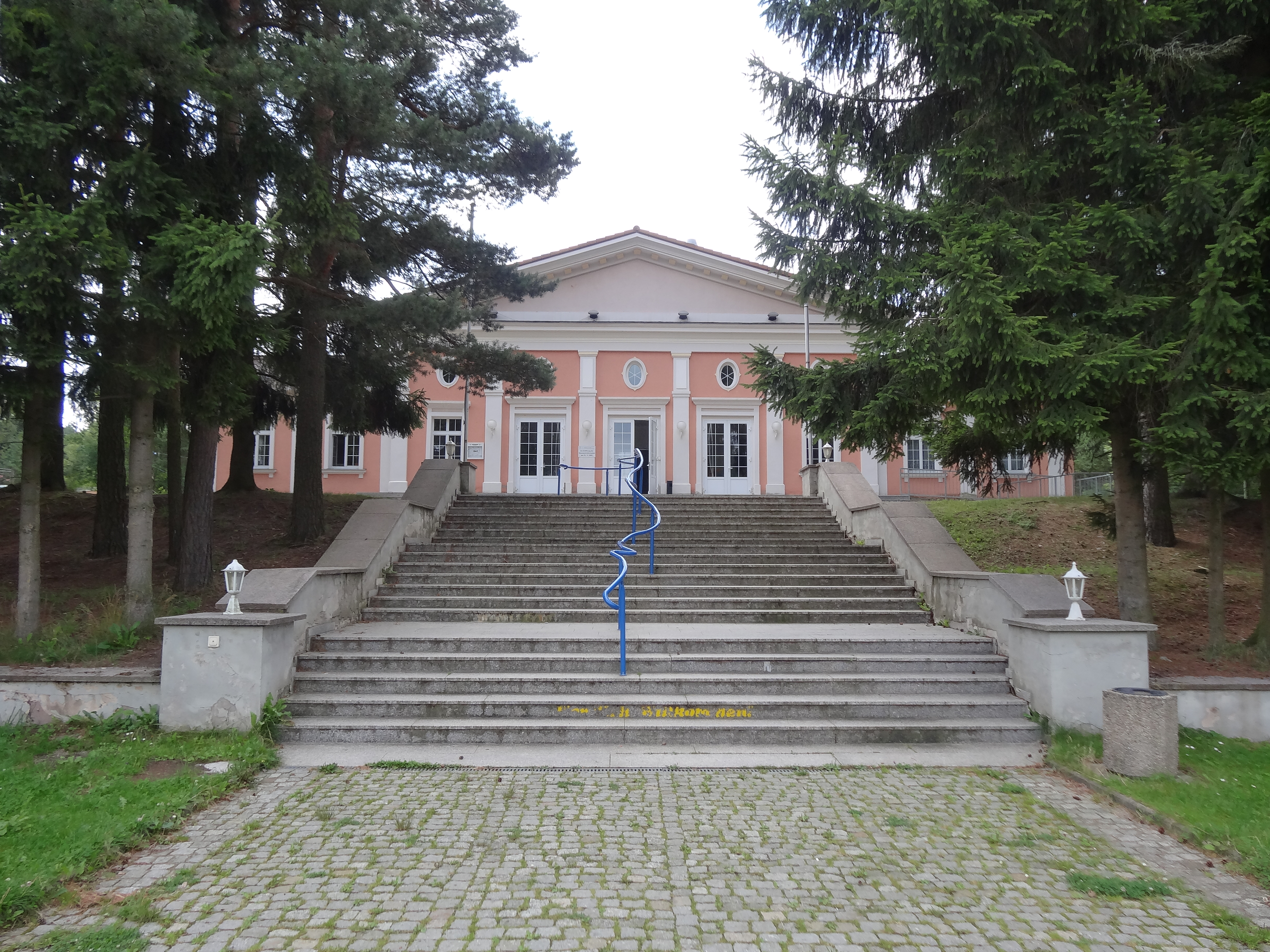
Ehemaliges Wismut-Kulturhaus in Dittrichshütte

 Auch wurde die Straße von Dittrichshütte nach Bad Blankenburg ausgebaut. Die benötigten fast 15.000 Arbeitskräfte rekrutierte man teilweise vor Ort, meist jedoch aus Zuzüglern. Die anfänglich schlechte Unterbringung der zugereisten Bergarbeiter (unter anderem durch zwangsweise Einquartierung bei Einheimischen), aber auch deren erheblich höhere Entlohnung im Vergleich zur übrigen Bevölkerung, führten zu Unzufriedenheit auf beiden Seiten, die sich letztlich im „Saalfeld-Aufstand“ am 16. August 1951 (Revolte von rund 3000 Bergarbeitern in Saalfeld) entlud. 1954 war die Uranlagerstätte erschöpft und der Grubenbetrieb wurde eingestellt. Insgesamt waren 112,62 Tonnen Uran aus einer Teufe bis 110 m gewonnen worden. Eine erneute Erkundung des Reviers in den 1960er Jahren mit neuzeitlichen Messmethoden ergab keine Hinweise auf weitere Uranvorräte.
Das ehemalige Wismut-Gelände in Dittrichshütte mit Verwaltungsgebäuden und Kulturhaus wurde 1956 zu einem Standort der Grenztruppen der DDR, nachdem eine angedachte Umnutzung zum Pionierlager verworfen worden war. 1985 übernahm die Maxhütte Unterwellenborn das Objekt als Kinderferienlager. 1993 wurde die rund 7,4 Hektar große Liegenschaft durch den Freistaat Thüringen mit der Zweckbindung „Herrichtung und Nutzung als Kinderferienfreizeit“ erworben; diese lief im Jahr 2013 aus. Die als KiEZ betriebene Einrichtung wurde 2018 insolvent, steht seitdem leer und wird zum Verkauf angeboten. Der Käufer muss laut Verkaufsbedingungen im Exposé des Freistaats Thüringen ein Nutzungskonzept vorlegen und zusichern, „dass weder er noch mit ihm in Bezug auf den Kaufgegenstand in Verbindung stehende Personen oder Organisationen mit bzw. in dem Kaufgegenstand Bestrebungen verfolgen, die gegen die freiheitlich-demokratische Grundordnung oder gegen den Bestand oder die Sicherheit des Bundes oder eines Landes gerichtet sind (§ 4 Abs. 1 Bundesverfassungsschutzgesetz – BVerfSchG) oder sonstigen extremistischen Organisationen angehören, die in Tätigkeitsberichten des Bundesamtes für Verfassungsschutz oder eines Landesamtes für Verfassungsschutz aufgeführt sind.“